# 政党
政党（せいとう、英: political party）とは、共通の政治的主義・主張をもつ者によって組織され、一定の政治的利益や政策の実現のために活動し、政権獲得をめざす集団のことである。
選挙や革命を通じて政治権力を獲得、維持し、または政策決定過程に影響力を行使することによって、政策を実現しようとする。
政党は市民革命以後の近代欧米諸国において、選挙制度とともに発達した。
現代では欧米に留まらず、ほとんどの国において政党を基軸にした政治が展開されている。
日本国内においては、政党助成法における政党要件を満たした政党（いわゆる国政政党）のみを指す場合もある。

## 概説
政治において政策や主張に共通点のある者同士が集まって、意見の集約と統一された政策の形成を図り、政権を担当もしくは政策決定過程に影響力を持つことで政策の実現を図る集団を政党という。名士や有力者の活動家から成る名望家政党と、できるかぎり多数の党員を組織して彼らから資金を集めて代表者を党員による選挙で選ぶ大衆政党に大別できるが、実際にはほとんどの政党がこの2つのタイプの要素を混合して持っている。
政党の結成を結党、解散を解党といい、政党に加入している者を党員、その最高責任者を党首、党を外部から支持し援助する者を党友と呼ぶ。
また、政党の目的とその実現の道筋を定めた文書は一般に綱領と呼ぶ。歴史的には体制変革を目指す党、とりわけ社会主義政党は綿密な党綱領を持つことが多い。保守主義政党や中間政党のような特定の世界観を持たない党の場合は一般的・抽象的な綱領に留まることも多い。
政党の数や権力との関係による分析には、一党独裁制、複数政党制、ヘゲモニー政党制などがある。また政権に参加している政党を与党、参加していない政党を野党と呼ぶが、社会主義国では政党は共産党のみで野党は存在しないことが多い。

## 機能
政党は社会に発生する紛争を政治問題として提示することが必要となる。ガブリエル・アーモンドはこの機能を利益表出機能と呼んだ。また、社会内部の様々な利益を集約し、政治へと反映させる機能がある。政党が政策という形で市民に対し利益の集約したものを提示し、政府に対してそれを提示して実行させるよう努める。これを利益集約機能と呼ぶ。また、政党が集約したわかりやすい政策や争点を市民に提示することで、市民の政治への理解・参加を促進させる機能も持つ。
政治指導者の補充・選出機能も重要である。政策の似通ったものから候補を選抜して選挙に出馬させ、当選すれば党内にて経験を積ませながら育成し、より高度な集団を率いることのできるようなリーダーを育成していく。そして政党の力を利用してそのリーダーを元首などの国家指導者に就任させる。この際政党は政府内部で内閣や大統領府を自らのメンバーを主体として組織し、政策決定機関を組織化することも行う。そして選挙によって勝利した政党は与党として政権を担当し、敗北した政党は野党として与党の政策の不備な点を批判し、監視・修正させる機能を持つ。この与党・野党は民主主義国家であれば選挙結果によって当然入れ替わりを生じるため、政党には政権担当能力・政権批判能力のどちらも保持していることが求められる。
一党独裁という用語があるとおり、独裁政治の場合でも、政党は決して無用なものではない。権威主義体制下における政党の機能としては、権力の共有を確保する機能が挙げられる。一党独裁国家において政権のトップには任期が定められていることも多く、後継者はふたたび党内から選出されるため、有力者が次期政権を獲得する期待を持つことが出来、武力による権力奪取の動きを抑える役割を果たすのである。一党制国家では上記のような権力継承のシステムが確立されているため、権威主義体制のなかでも安定度が高く長期化しやすい体制となっている。

## 管理運営
政党の規律の強さは各国によって異なる。日本や西欧など議院内閣制の国家においては党内の規律が強く、各議員には党議拘束がかけられ、議会では党の決定の通りの投票をすることが求められる。これに対し、アメリカなどでは党の規律が弱く、各議員はそれぞれの判断に従って投票を行い、党議拘束はかけられない。
政党の収入は、党員から徴収する党費や、政党自身が運営する事業からの収入、政治献金などが主なものであり、収入の柱は各国・各党によって異なる。また、政府から政党に対し助成金が交付される国家も存在し、日本でも1995年以降政党交付金が各党に交付されている。
党内において共通点を持つ者が集まって党全体に影響を与えるために形成する集団は派閥と呼ばれる。派閥は資金や役職などの利得の配分をおもな機能とし、分派とは異なる。分派は一定の主張のもとに全体の路線の改変を狙い、場合によっては分裂も辞さない集団を指す。

## 政党制
政党はその国によって、様々なシステム（政党制）が存在する。政党制は、まずは政党の数によって一党制と複数政党制の二種類に分けられるのが通例である。一党制の国は政党の選択システムがないため政権交代が原理的に不可能であり、実質的には独裁制と同義である。名目上複数政党制となっている国においても、例えば中華人民共和国や1989年以前の東ヨーロッパのいくつかの国のように政権交代が原理上不可能であり、覇権政党と衛星政党しか存在しない、いわゆるヘゲモニー政党制の国家も存在し、こうした国は当然民主国家とはみなされない。実質的な多党制の敷かれている国においては、主に政党数や政党間の関係によっていくつかの種類に分けられる。モーリス・デュヴェルジェの分類においては二大政党制と多党制の2つに分類されていたが、のちにジョヴァンニ・サルトーリによってさらに細分化され、一党優位政党制、二大政党制、穏健な多党制、分極的多党制、原子化政党制の5つに分けられるようになった。また、このほかにもいくつかの政党制分類法が存在している。
各国の政党制は、当該国のさまざまな状況によって規定される。選挙制度と政党数には密接な関係があるとされており、1選挙区から1名のみ当選者を出す小選挙区制では政党が集約され二大政党制になりやすく、各党の得票率に応じて議席の配分される比例代表制においては多党制になりやすいとされる。最大党が議会の過半数の議席を獲得できなかった場合は、多くの場合連立政権を組織し過半数を確保するが、まれに過半数に満たないまま内閣を組織し政権を運営する場合もある。
また、政党はその政治主張やイデオロギーによってもいくつかに区分される。共産主義、社会主義、社会民主主義、民主社会主義、宗教思想（キリスト教民主主義等）、自由主義、新自由主義、保守主義、愛国主義、ファシズムなどである。こうした政党はイデオロギーごとにそれぞれ国際組織を持っており、社会主義、社会民主主義、民主社会主義政党の所属する社会主義インターナショナルや、自由主義政党の所属する自由主義インターナショナル、保守主義政党の所属する国際民主同盟などが存在する。綱領に対して厳格な政党はイデオロギー政党と呼ばれることがある。
各国国内において、政党は政治的スペクトルによって分類される。現体制を維持し、伝統的価値を重視することに利益を見出し、急進的改革より漸進的改革を志向する政党は保守政党と呼ばれる。英国のトーリー党がその典型だったが、19世紀末頃から各国で社会主義政党が台頭してくると資本主義を擁護する政党を指して保守政党と呼ぶようになった。これに対して既成の国家体制に対して改革や革命を求める政党を革新政党と呼ぶ。一般に社会党や共産党のことを指す。ヨーロッパ諸国においては第二次世界大戦後は政党の包括政党化でイデオロギー対立が弱まり、保革両陣営を含む連立政権が成立するなど、政策距離は戦前ほど大きくなくなっていったが、日本では1990年代の55年体制崩壊の頃までは日米安保、自衛隊、天皇制、憲法改正などの争点をめぐって激しい保革の対立があった。左右どちらにも偏らない中間的な主張をする政党は中道政党と呼ばれ、穏健な革新政党は中道左派、穏健な保守政党は中道右派と呼ぶ。
他に、特定の地域の地方議会で活動するか、地域の利益を代弁する地域政党、教会や教団、宗教結社の社会生活における既得権や信仰の擁護を目的とする宗教政党、一つの主張のみを争点とし、他の政治問題・争点を主張しない単一争点政党（ワンイシュー政党・シングルイシュー政党）といった分類も存在する。

## 歴史

### 近代
身分制議会の時代には議会の権限が弱く、また議員は出身母体の意思を正確に代理しなければならなかったため、政党は存在しなかった。しかし議会の権限が拡大して国家の意思決定機関となり、また議員への委任が緩和されて代表委任制が確立し、議員が議会内で自由な投票行動が取れるようになったこと、そして議会内で多数決原理が確立したことから議会内における政治集団の重要性が増大し、政党が成立した。
議員である有力者が議会運営のために作った名望家政党（幹部政党）が初期の政党である。普通選挙の採用にともない増加した選挙民との結合が困難になると、議会外に多くの党員を持つ大衆政党が出現した。新しい大衆政党の挑戦を受けて、以前の名望家政党も党員層を広げた。保守主義、自由主義の政党が名望家政党の形態をとることが多く、社会民主主義、共産主義の政党が大衆政党の形態をとることが多かった。次いで、ある一定の階級やグループに基盤を置くのではなく、社会全体のあらゆるグループから支持を集める政党が出現した。このタイプの政党は包括政党と呼ばれ、党員は薄く広く広がっているものの、議員が主導権を握っているのが特徴である。

### 現代
マスメディアの発達によって著名な政治家・党の意見が直接選挙民に届くようになったため、党組織の役割は低下し、大衆政党もふるわなくなった。人々の関心が国政の長たる首相・大統領とそれら公職への候補個人に集中することで、政党の力はさらに低下したとする観測などがある。
だが、政党衰退に導くような現象が社会に浸透して数十年が経過した現在でも、理論的には起きるはずの選挙結果の流動化が起こっていない。先進民主主義国の多数の政党制は大きな変化なしに推移している。このことを、社会基盤を失った政党が、ただ選挙市場で既得権をもった独占者として生き延びているとして説明するのが、カルテル政党論である。

## 法制化
世論の政党に対する態度は、政党に対する反感、政党の容認、政党の法制化へと移り変わった。政党は本来私的結社でありなんら法的な根拠のあるものではなかったが、この結社が選挙を通じ議会や政府へと進出していくのに伴い、有権者と議会をつなぐ機能が有効なものと認められたため、徐々に政党は重視されるようになった。19世紀には政党は民主主義と相容れない存在という考え方が主流であったが、選挙権の拡大とともに政党の存在は大きなものとなり、政党を中心とする民主主義が成立した。

## 各国における政党

### 日本

#### 日本の政治資金規正法における定義
日本の政治資金規正法では以下のとおり規定している。
- 政党 - 所属する国会議員が5人以上所属または以下の条件に該当する政治団体。政党交付金の交付を受ける政党等に対する法人格の付与に関する法律に基づき登記を行うことにより法人格を得る。
  - 前回の衆議院議員総選挙（小選挙区、比例代表）、前回または前々回の参議院議員通常選挙（選挙区・比例代表）のいずれかの全国を通じた得票率が2％以上
  - 届出制の政党助成法により政党交付金の交付の対象[36]
- 政治資金団体 - 政党のために資金援助することを目的とした団体
- その他の政治団体 - 上記2例以外の政治団体
  - 主義主張団体、政策研究団体、推薦団体、後援団体、特定パーティー開催団体（政治資金パーティーのうち収入が1,000万円以上）など
  - 報道などで「政党」として扱われても、設立したばかりの団体など、実際には上記政党要件を満たしていない政治団体が該当
  - 資金管理団体 - 公職の候補者が代表者である政治団体のうち、政治資金の拠出を受けるべき政治団体として指定したもの

国会議員関係政治団体（以下の1.～3.）は、収支報告に関する特例が設けられている。
1. 国会議員、候補者が代表者である政治団体（1号団体）
2. 寄附金控除制度の適用を受ける政治団体のうち、特定の国会議員、候補者を推薦または支持を目的とする政治団体（2号団体）
3. 政党の支部で、国会議員、候補者が代表者であるもの（みなし1号団体）

なお届出先は一つの都道府県区域で主として活動する政治団体の場合は都道府県の選挙管理委員会。政党や政治資金団体、二つ以上の都道府県にわたって主に活動する政治団体の場合は都道府県の選挙管理委員会を通した総務大臣である。

## 政党の色とシンボル
ほとんどの政党は、有権者が政党を認識し識別しやすくするために、シンボルカラーやシンボルマークを制定している。こうしたイメージ戦略は、文字の読めない人が投票用紙の文字の代わりにシンボルマークや色で判断して投票を行うため、識字率の低い国家ではとくに有効である。イデオロギーが同じである政党は、どの国でも同じシンボルカラーを使用する場合が多い。また、シンボルカラーは画像メディアで政党を表現する際にも利便性が高い。シンボルカラーによって政党連合を現わすこともできる。台湾における泛緑連盟や泛藍連盟などがこの例である。
ただし、色とイデオロギーの関係には一貫性がなく、同じイデオロギーでも別の国で別の色を使用することや、同じ国で別のイデオロギーの政党が同じシンボルカラーを使用することもけっして珍しくはない。たとえばアメリカ合衆国では、通常は共産主義や社会主義に用いられる赤を保守的な共和党が使用し、保守主義に用いられることの多い青をリベラルな民主党が使用している。
| イデオロギー     | 色                      | シンボル                                          | 例 | 脚注                               |
| 農本主義         | - 緑                    | - 穀物                                            |    | :58                                |
| アナキズム       | - 黒 - 赤               | - 黒旗、黒赤旗 - サークルA - 黒猫                 |    | [ 48 ] [ 49 ] [ 50 ] [ 51 ]        |
| 中道主義         | - 紫                    |                                                   |    | [ 52 ] [ 53 ]                      |
| 共産主義         | - 赤                    | - 鎌と槌 - 握手                                   |    | [ 54 ] [ 55 ] [ 56 ]               |
| 保守主義         | - 青                    |                                                   |    | [ 57 ] [ 58 ]                      |
| 民主社会主義     | - 赤                    | - 握手 - 赤いバラ - 拳                            |    | [ 59 ] [ 60 ]                      |
| 全体主義         | - 黒 - 茶               | - ファスケス - ハーケンクロイツ - ルーン文字      |    | :56                                |
| フェミニズム     | - 白 - 紫 - 金 - ピンク | - 握りこぶし - F                                  |    | [ 63 ] [ 64 ]                      |
| 緑の政治         | - 緑                    | - 太陽 - ひまわり                                 |    | [ 65 ] [ 66 ]                      |
| イスラム主義     | - 緑                    |                                                   |    | [ 39 ] [ 67 ]                      |
| 自由主義         | - 黄                    |                                                   |    | [ 41 ] [ 68 ] [ 69 ]               |
| リバタリアニズム | - 黄                    | ヤマアラシ                                        |    | [ 39 ] [ 70 ] [ 71 ] [ 72 ]        |
| 王党派           | - 白 - 金 - 紫          | 王冠                                              |    | [ 40 ] [ 73 ] [ 74 ]               |
| 平和主義         | - 白                    | - 白旗 - 鳩 - ピースマーク - 白いポピー - Vサイン |    | [ 40 ] [ 75 ]                      |
| 社会民主主義     | - 赤                    | - 握手 - 赤いバラ - 拳                            |    | [ 76 ] [ 77 ] [ 78 ] [ 59 ]        |
| 社会主義         | - 赤                    | 赤いバラ                                          |    | [ 54 ] [ 79 ] [ 80 ] [ 81 ] [ 59 ] |